# ادموند بایدو
ادموند بایدو (انگلیسی: Edmund Baidoo؛ زادهٔ ۳۰ ژانویهٔ ۲۰۰۶) بازیکن فوتبال اهل غنا است که در حال حاضر برای باشگاه فوتبال ردبول زالتسبورگ بازی می‌کند.

## دوران باشگاهی

### سوگندال
سوگندال توانست در زمستان ۲۰۲۴ ادموند بایدو را به خدمت بگیرد. ادموند بایدو در زمستان ۲۰۲۴ به کمپ تمرینی باشگاه فوتبال سوگندال پیوست و علاوه بر اینکه از نظر مهارت تأثیرگذار بود، به نظر می‌رسید که بتواند در فوتبال نروژ ادغام شود. او به عنوان وینگر به سوگندال پیوست تا در زمین به‌طور وسیع عمل کند. بایدو همچنین با آکور آدامز که در سن مشابهی از غرب آفریقا به سوگندال پیوسته بود، مقایسه شد. بایدو هرگز خارج از غنا سفر نکرده بود.
او در لیگ برای سوگندال در برابر وولرنگا که به تازگی به لیگ پایین‌تر سقوط کرده بود، بازی کرد و بلافاصله با یک پاس گل بر بازی تأثیر گذاشت. در مه ۲۰۲۴، اکسپرسن از علاقه احتمالی باشگاه فوتبال مالمو به بایدو گزارش داد. رسانه‌های بلژیکی نیز از علاقه باشگاه‌های آن کشور گزارش دادند. بایدو به گل زنی در بازی پیروزی سوگندال در برابر لین در نخستین پیروزی خارج از خانه سال ادامه داد و در ژوئن گل برتری را به ثمر رساند. در بازی بعدی، با زدن یک گل و دادن پاس گل دیگر، کامنتاتور بایدو را «جواهر» نامید.

### رد بول سالزبورگ
در ۲۹ اوت ۲۰۲۴، بایدو به باشگاه حاضر در بوندس‌لیگا اتریش، رد بول سالزبورگ پیوست و قراردادی پنج ساله امضا کرد.